# Huttereralm
Die Huttereralm ist eine 300 Hektar große Alm in der Gemeinde Hinterstoder im österreichischen Bundesland Oberösterreich. Die in Privatbesitz befindliche Alm liegt im Skigebiet Hinterstoder-Höss im Toten Gebirges. Die Almhütte liegt auf rund 1600 m ü. A., die Weidefläche erstreckt sich von den Hutterer Böden auf 1400 m ü. A. bis zur Hutterer Höss auf 1800 m ü. A. Auf einer Weidefläche von 200 Hektar werden etwa 130 Mutterkühe, Kälber (Pustertaler Schecken) und Pferde behirtet. Im Winter sind die Almweiden Skipisten, im Sommer ist die Alm ein beliebtes Wandergebiet. Das Almgebiet ist über eine Kabinenbahn, Forststraßen und Wanderwege erreichbar.